# 林月雲 (演員)
林月雲（1951年11月7日—），臺灣女演員、主持人，1970年代曾先後為中視、華視當家花旦。

## 生平
林月雲生於1951年11月7日，臺中縣立沙鹿中學（今臺中市立沙鹿高工）畢業後曾於奇士美化妝公司擔任美容師，因此被發掘而進入演藝圈。1969年加入聯興影業公司，在楊群、李璇主演的電影《大情人》中軋上一角，1970年簽約中視，參演《茶山戀》、《滿庭芳》、《玉蘭花》等閩南語電視劇，並拍攝「婀娜達化妝品」等多支電視廣告。1971年於中視閩南語劇《鴛鴦溪》首次擔任女主角，並與關切一同主持《歡天喜地》節目。同年轉入華視，主演《天眼》、《嘉慶君與王得祿》及《西螺七劍》等劇，為編劇靜江月的班底之一。電影方面，林月雲曾與導演郭南宏簽下三年基本合約，演出武俠片《惡報》，又曾參演《大三元》、《婚姻大事》及《龍的傳人》等多部由李行執導的電影，是活躍於1970至80年代的國台語雙聲帶演員。
1986年起長達6年，與王道主演公視單元劇《愛的進行式》共計309集，兩人以劇中模範夫妻的形象廣受大眾歡迎，後又於電影《海水正藍》扮演怨偶。1990年回到中視，以老旦形象與楊群共演《百劫紅顏未了情》。
1993年後一度淡出演藝圈，1998年短暫復出主持公視節目《自在生活．女人．家》，並於次年演出華視八點檔連續劇《何日君再來》。
2021年與女兒侯佩岑參加中國大陸芒果TV實境節目《婆婆和媽媽》。

## 私生活
林月雲未婚。1977年與已婚的電視劇演員暨製作人侯世宏產生婚外情，並生下一女侯佩岑，2004年向《蘋果日報》記者承認與已婚的贊泰建設董事長邱嘉雄交往二十餘年，並稱其女視之如父，侯世宏髮妻郭純美稍後亦投書該報指責其兩度介入他人婚姻的行徑。2011年，林月雲在女兒婚禮後接受訪問向侯妻郭純美及邱妻蔡貴照道歉，並稱其感情生活「萬般皆是命，半點不由人」表達身為第三者的委屈。2021年，林月雲又與女兒在實境節目《婆婆和媽媽》中談及其作為第三者的心境，因而引起爭議。

## 演出作品

### 電影
| 年份 | 片名               | 角色 |
| ---- | ------------------ | ---- |
| 1969 | 大情人             |      |
| 1972 | 大三元：愛的方程式 |      |
| 1972 | 惡報               |      |
| 1973 | 強中手             |      |
| 1974 | 婚姻大事           |      |
| 1974 | 一寸法師           |      |
| 1976 | 碧雲天             |      |
| 1977 | 風鈴風鈴           |      |
| 1980 | 源                 |      |
| 1980 | 龍的傳人           |      |
| 1988 | 海水正藍           |      |

### 電視劇
| 年份      | 播出頻道          | 劇名                           | 角色   |
| --------- | ----------------- | ------------------------------ | ------ |
| 1970      | 中視              | 小巷人家                       |        |
| 1970      | 中視              | 茶山戀                         |        |
| 1970      | 中視              | 滿庭芳                         |        |
| 1970      | 中視              | 玉蘭花                         |        |
| 1971      | 中視              | 霧夜港都                       |        |
| 1971      | 中視              | 鴛鴦溪                         | 林美枝 |
| 1971      | 中視              | 姊妹花                         |        |
| 1971      | 華視              | 天眼                           |        |
| 1971      | 華視              | 祝您幸福                       |        |
| 1971      | 華視              | 嘉慶君與王得祿                 |        |
| 1971      | 華視              | 開漳聖王                       |        |
| 1971      | 華視              | 雨中鳥                         |        |
| 1971      | 華視              | 錢去也                         |        |
| 1972      | 華視              | 西螺七劍                       | 江玉娟 |
| 1972      | 華視              | 雨中鳥                         |        |
| 1972      | 華視              | 俠士行                         |        |
| 1972      | 華視              | 生龍活虎                       |        |
| 1972      | 華視              | 望你早歸                       |        |
| 1973      | 華視              | 赤崁樓之戀                     |        |
| 1973      | 華視              | 鼓山關天龍                     |        |
| 1973      | 華視              | 無情海                         |        |
| 1973      | 華視              | 婚姻的故事：泥窪邊緣           |        |
| 1974      | 華視              | 壯士魂                         |        |
| 1974      | 華視              | 包青天                         |        |
| 1975      | 華視              | 唐伯虎點秋香                   | 秋香   |
| 1975      | 華視              | 愛的旋律                       |        |
| 1975      | 華視              | 張三豐                         |        |
| 1975      | 華視              | 鳳山縣令                       |        |
| 1978      | 中視              | 風雨人生                       |        |
| 1978      | 中視              | 千里奇緣                       |        |
| 1979      | 中視              | 故鄉月                         |        |
| 1980      | 中視              | 苦根結甜果                     |        |
| 1980      | 中視              | 錯                             |        |
| 1981      | 中視              | 斜陽外                         |        |
| 1981      | 中視              | 婆媳之間                       |        |
| 1982      | 中視              | 不再迷失的愛                   |        |
| 1984      | 中視              | 妻在何處（又名「期待再相會」） |        |
| 1984      | 中視              | 創作劇坊：她的一生             |        |
| 1984      | 中視              | 天公疼好人                     |        |
| 1986-1992 | 台視 （公視節目） | 愛的進行式                     | 管浩雯 |
| 1990      | 中視              | 黃金劇場－百劫紅顏未了情       | 采微   |
| 1991      | 中視              | 紅面神童                       | 關母   |
| 1992      | 台視              | 誤我青春20年                   | 白如卿 |
| 1999      | 華視              | 何日君再來                     | 靜蓮   |

### 實境節目
| 年份 | 播出頻道 | 節目名稱   | 備註                             |
| ---- | -------- | ---------- | -------------------------------- |
| 2021 | 芒果TV   | 婆婆和媽媽 | 與女兒侯佩岑、女婿黃伯俊一同參加 |

## 主持作品
| 年份 | 播出頻道 | 節目名稱           | 備註 |
| ---- | -------- | ------------------ | ---- |
| 1971 | 中視     | 歡天喜地           |      |
| 1998 | 公視     | 自在生活．女人．家 |      |

## 外部連結
- 林月雲在互联网电影资料库（IMDb）上的資料（英文）
- 林月雲在豆瓣上的资料（简体中文）
- 林月雲在香港影庫上的簡介
- 林月雲在时光网上的簡介（简体中文）
- 華文影史庫 林月雲 簡介 （页面存档备份，存于）